# Felménes
Felménes (korábban Ménes, románul: Minișu de Sus) falu Romániában, a Partiumban, Arad megyében.

## Fekvése
Tornovától keletre, Pankotától délkeletre, Alménestől északkeletre fekvő település.

## Története
Felménes egykor Zaránd vármegyéhez tartozott.
A falut 1746-ban Fel Menes néven említette először oklevél.
1851-ben Fényes Elek írta a településről: „Fel-Ménes, Arad vármegyében, 4 katholikus, 3 zsidó, 776 görög egyesült lakossal, s anyatemplommal. Határa 5787 hold, ... Van egy patakja, melly 4 kisebbszerü malmot forgat. Birja Alexics György.”
A trianoni békeszerződés előtt Arad vármegye Tornovai járásához tartozott.
1910-ben 1139 lakosából 1108 fő román, 31 magyar volt. A népességből 1061 fő görögkatolikus, 38 görögkeleti ortodox, 25 római katolikus volt.
A 2002-es népszámláláskor 130 lakosa közül mindenki román volt.